# 圣马丹欧沙尔特兰
圣马丹欧沙尔特兰（法語：Saint-Martin-aux-Chartrains，法語發音：[sɛ̃ maʁtɛ̃ o ʃaʁtʁɛ̃] ⓘ）是法国卡尔瓦多斯省的一个市镇，属于利雪区。

## 地理
圣马丹欧沙尔特兰（49°18'27"N, 0°9'15"E）面积5.06 平方千米，位于法国诺曼底大区卡爾瓦多斯省，该省份为法国西北部沿海省份，北濒大西洋英吉利海峡，东北与滨海塞纳省以海上边界相接，东临厄尔省，南至奧恩省，西与芒什省接壤。
与圣马丹欧沙尔特兰接壤的市镇（或旧市镇、城区）包括：卡纳普维尔、勒镇、圣艾蒂安拉蒂耶、圣加蒂安德布瓦、欧日地区图维尔、蓬萊韋克。
圣马丹欧沙尔特兰的时区为UTC+01:00、UTC+02:00（夏令时）。

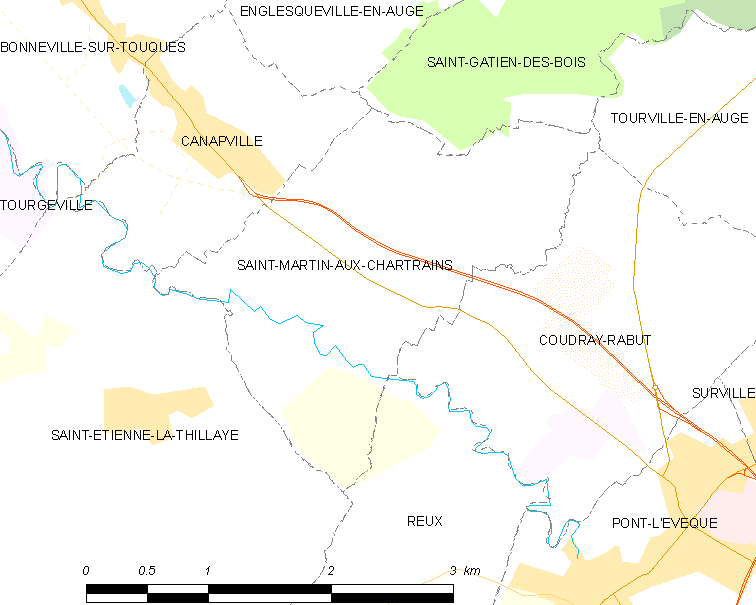
圣马丹欧沙尔特兰的OSM定位图

## 行政
圣马丹欧沙尔特兰的邮政编码为14130，INSEE市镇编码为14620。

## 政治
圣马丹欧沙尔特兰所属的省级选区为蓬莱韦克县。

## 人口

1962-2008年间圣马丹欧沙尔特兰人口变化图示

圣马丹欧沙尔特兰于2022年1月1日时的人口数量为427人。